# Vicariato apostolico del Pilcomayo
Il vicariato apostolico del Pilcomayo (in latino Vicariatus Apostolicus Pilcomayoënsis) è una sede della Chiesa cattolica in Paraguay immediatamente soggetta alla Santa Sede. Nel 2022 contava 44.000 battezzati su 83.000 abitanti. È retto dal vescovo Miguel Fritz, O.M.I.

## Territorio
Il vicariato apostolico comprende il dipartimento paraguaiano di Boquerón e la parte settentrionale del dipartimento Presidente Hayes fino al fiume Monte Lindo.
Sede del vicariato è la città di Mariscal Estigarribia, dove si trova la cattedrale di Santa Maria.
Il territorio si estende su 125.000 km² ed è suddiviso in 6 parrocchie.

## Storia
La prefettura apostolica del Pilcomayo fu eretta il 12 febbraio 1925 con il breve Expedit di papa Pio XI, ricavandone il territorio dal vicariato apostolico del Chaco (oggi vicariato apostolico di Camiri in Bolivia).
Il 1º maggio 1929 cedette una porzione del suo territorio a vantaggio dell'erezione della diocesi di Concepción en Paraguay.
Il 14 luglio 1950 la prefettura apostolica è stata elevata a vicariato apostolico con la bolla Si per Evangelii di papa Pio XII.
Il 28 giugno 1980 ha ceduto un'altra porzione di territorio a vantaggio dell'erezione della diocesi di Benjamín Aceval.

## Cronotassi dei vescovi
Si omettono i periodi di sede vacante non superiori ai 2 anni o non storicamente accertati.
- Josephus Rose, O.M.I. † (6 maggio 1925 - 1927 dimesso)
- Heinrich Breuer, O.M.I. † (1927 - 1932 dimesso)
- Karl Walter Vervoort, O.M.I. † (27 febbraio 1932 - 11 settembre 1961 dimesso)
- Sinforiano Lucas Rojo, O.M.I. † (24 agosto 1962 - 24 gennaio 1981 ritirato)
- Pedro Shaw, O.M.I. † (22 aprile 1981 - 21 giugno 1984 deceduto)
- Lucio Alfert, O.M.I. (24 gennaio 1986 - 18 novembre 2022 ritirato)
  - Sede vacante (2022-2025)
- Miguel Fritz, O.M.I.[1], dal 15 aprile 2025

## Statistiche
Il vicariato apostolico nel 2022 su una popolazione di 83.000 persone contava 44.000 battezzati, corrispondenti al 53,0% del totale.
| anno | popolazione | popolazione | popolazione | presbiteri | presbiteri | presbiteri | presbiteri                | diaconi | religiosi | religiosi | parrocchie |
| anno | battezzati  | totale      | %           | numero     | secolari   | regolari   | battezzati per presbitero | diaconi | uomini    | donne     | parrocchie |
| ---- | ----------- | ----------- | ----------- | ---------- | ---------- | ---------- | ------------------------- | ------- | --------- | --------- | ---------- |
| 1950 | 26.000      | 50.000      | 52,0        | 12         |            | 12         | 2.166                     |         | 23        | 6         | 1          |
| 1964 | 40.000      | 60.000      | 66,7        | 16         |            | 16         | 2.500                     |         | 25        | 7         | 8          |
| 1970 | ?           | ?           | ?           | 18         |            | 18         | ?                         |         | 32        | 20        | ?          |
| 1976 | 50.000      | 77.679      | 64,4        | 16         |            | 16         | 3.125                     |         | 35        | 20        | 10         |
| 1980 | 50.000      | 80.000      | 62,5        | 17         | 2          | 15         | 2.941                     | 2       | 31        | 28        | 11         |
| 1990 | 15.300      | 49.400      | 31,0        | 9          |            | 9          | 1.700                     |         | 19        | 22        | 3          |
| 1999 | 33.000      | 61.500      | 53,7        | 10         | 1          | 9          | 3.300                     |         | 17        | 28        | 4          |
| 2000 | 34.000      | 75.000      | 45,3        | 9          | 1          | 8          | 3.777                     |         | 15        | 29        | 4          |
| 2001 | 34.300      | 75.000      | 45,7        | 10         | 1          | 9          | 3.430                     |         | 16        | 29        | 5          |
| 2002 | 34.300      | 75.000      | 45,7        | 8          | 1          | 7          | 4.287                     |         | 14        | 30        | 5          |
| 2004 | 35.000      | 75.000      | 46,7        | 10         | 1          | 9          | 3.500                     |         | 16        | 29        | 5          |
| 2010 | 38.700      | 83.000      | 46,6        | 10         | 2          | 8          | 3.870                     |         | 12        | 28        | 5          |
| 2014 | 41.400      | 89.000      | 46,5        | 11         | 3          | 8          | 3.763                     |         | 12        | 20        | 6          |
| 2017 | 40.000      | 75.000      | 53,3        | 11         | 5          | 6          | 3.636                     |         | 10        | 14        | 6          |
| 2020 | 42.600      | 81.140      | 52,5        | 11         | 4          | 7          | 3.872                     |         | 11        | 8         | 6          |
| 2022 | 44.000      | 83.000      | 53,0        | 12         | 6          | 6          | 3.666                     |         | 12        | 12        | 6          |